# Борина
Борина — река в России, протекает в Воскресенском районе Нижегородской области и Юринского районе Республики Марий Эл. Устье реки находится в 39 км по правому берегу реки Люнда. Длина реки — 13 км, площадь водосборного бассейна — 56 км².
Исток реки находится в заболоченном лесу в 32 км к юго-востоку от посёлка Воскресенское. Река течёт на северо-восток, протекает вблизи деревни Егорово и некоторое время течёт параллельно границе Нижегородской области и Республики Марий Эл. Заключительные два километра преодолевает по территории Марий Эл. Впадает в Люнду на границе с Нижегородской областью ниже села Покровское.

## Данные водного реестра
По данным государственного водного реестра России относится к Верхневолжскому бассейновому округу, водохозяйственный участок реки — Ветлуга от города Ветлуга и до устья, речной подбассейн реки — Волга от впадения Оки до Куйбышевского водохранилища (без бассейна Суры). Речной бассейн реки — (Верхняя) Волга до Куйбышевского водохранилища (без бассейна Оки).
По данным геоинформационной системы водохозяйственного районирования территории РФ, подготовленной Федеральным агентством водных ресурсов:
- Код водного объекта в государственном водном реестре — 08010400212110000043809
- Код по гидрологической изученности (ГИ) — 110004380
- Код бассейна — 08.01.04.002
- Номер тома по ГИ — 10
- Выпуск по ГИ — 0